# Frédéricque Goporo
Frédéricque Rufin Goporo (8 agosto 1966) è un ex cestista e allenatore di pallacanestro centrafricano.
È il fratello di Aubin Goporo.

## Carriera
Con la Rep. Centrafricana ha preso parte ai Giochi olimpici del 1988, segnando 100 punti in 7 partite.